# Nie ma miejsca jak dom
Nie ma miejsca jak dom – pierwszy minialbum, a jednocześnie pierwsze solowe wydawnictwo białostockiego rapera Piha. Na płycie znajduje się 17 utworów, z czego dwa pojawiły się na albumie Boisz się alarmów... (Peiha solo album cz. I).

## Lista utworów
Opracowano na podstawie:.
| #  | Tytuł                                                          | Gościnnie          | Producent |
| -- | -------------------------------------------------------------- | ------------------ | --------- |
| 1  | "Nie ma miejsca jak dom (wersja oryginalna)"                   |                    | DJ 600V   |
| 2  | "Długi pocałunek na dobranoc"                                  |                    | DJ 600V   |
| 3  | "Zabijamy się dla cyfry II (wersja oryginalna)"                |                    | DJ 600V   |
| 4  | "Czekałeś długo (wszystkim ziomom)"                            | Tymi               | DJ 600V   |
| 5  | "Fajni raperzy (DJ 600V remix)"                                |                    | DJ 600V   |
| 6  | "Szprychysztukidziurydupy"                                     | V.E.T.O.           | DJ 600V   |
| 7  | "Tym razem (DJ 600V remix)"                                    |                    | DJ 600V   |
| 8  | "Jebać ich"                                                    | FLM, D.W.A., Selwa | Ufo       |
| 9  | "To co ukryć chcesz (wersja przed '99 przed cenzurą)"          | Tymi               | DJ 600V   |
| 10 | "Nie ma miejsca jak dom (Bartosz remix)"                       |                    | Bartosz   |
| 11 | "Zabijamy się dla cyfry II (Bartosz remix)"                    |                    | Bartosz   |
| 12 | "Nie ma miejsca jak dom (wersja oryginalna) (instrumental)"    |                    | DJ 600V   |
| 13 | "Zabijamy się dla cyfry II (wersja oryginalna) (instrumental)" |                    | DJ 600V   |
| 14 | "Nie ma miejsca jak dom (Bartosz remix) (instrumental)"        |                    | Bartosz   |
| 15 | "Zabijamy się dla cyfry II (Bartosz remix) (instrumental)"     |                    | Bartosz   |
| 16 | "Nie ma miejsca jak dom (acappella)"                           |                    |           |
| 17 | "Zabijamy się dla cyfry II (acappella)"                        |                    |           |